# Солотино
Солотино (укр. Солотине) — упразднённое село в Овручском районе Житомирской области Украины. Относилось к Руднянскому сельсовету.

## География
Бывшее село расположено в 35 км северо-восточнее райцентра, в 15 км (по прямой) к северо-востоку от центра сельсовета.

## История
Основано как хутор Солотин в составе Гладковичской волости Овручского уезда Волынской губернии
На 1981 год население села составляло 20 человек. Население стало сокращаться после аварии на Чернобыльской АЭС в 1986 году. 12 января 1993 года согласно распоряжению Кабинета министров Украины территория, на которой расположено село, была отнесена ко второй зоне радиационного загрязнения, предусматривающей обязательное безусловное отселение, в этой зоне также запрещена любая хозяйственная деятельность: капитальное строительство, аренда земли, рубка леса и т. д.
Как минимум на 2005 год населённый пункт уже фактически не существовал. 13 января 2009 года по решению Житомирской областной рады село Солотино было снято с учёта в связи с отсутствием постоянного населения.

## Население
- 1981 — 20 жителей
- 2005 — постоянное население отсутствует

## Адрес местного совета
11111, Житомирская область, Овручский р-н, с. Рудня, Школьная, 24